# 一般的適応症
一般的適応症（いっぱんてきてきおうしょう）とは、環境省自然環境局長通知（平成26年環自総発第1407012号）により、全ての療養泉（温泉）での効能があるとされる疾病・外傷の症例である。
対義語に一般的禁忌症（いっぱんてききんきしょう）があるが、本項目では一般的禁忌症についても述べる。

## 一般的適応症
- 筋肉若しくは関節の慢性的な痛み又はこわばり（関節リウマチ、変形性関節症、腰痛症、神経痛、五十肩、打撲、捻挫などの慢性期）
- 運動麻痺における筋肉のこわばり
- 冷え性
- 末梢循環障害
- 胃腸機能の低下（胃がもたれる、腸にガスがたまるなど）
- 軽症高血圧
- 耐糖能異常（糖尿病）
- 軽い高コレステロール血症
- 軽い喘息又は肺気腫
- 痔の痛み
- 自律神経不安定症
- ストレスによる諸症状（睡眠障害、うつ状態など）
- 病後回復期
- 疲労回復
- 健康増進

## 一般的禁忌症
- 病気の活動期（特に熱のあるとき）
- 活動性の結核
- 進行した悪性腫瘍又は高度の貧血など身体衰弱の著しい場合
- 少し動くと息苦しくなるような重い心臓又は肺の病気
- むくみのあるような重い腎臓の病気
- 消化管出血
- 目に見える出血があるとき
- 慢性の病気の急性増悪期